# 황태영
황태영(黃泰榮, 1961년 7월 6일 (음력 5월 24일) ~ 2017년 11월 22일)은 대한민국의 전 금융인이자 수필가, 칼럼니스트, 기업인, 문화기관단체인이다. 대한북레터협회의 회장이며 호는 금당(金堂)이다. 전 프로게이머이자 문화운동가 황희두의 아버지이다.

## 생애

### 출생
1961년에 경상북도 영주에서 태어났다.

### 사망
2017년 11월 22일 지병으로 타계하였다.

## 가족 관계
- 아버지 : 황영철 (1928 ~ 1995)
- 어머니 : 박남교 (1933 ~ )
  - 아내 : 조미자 (1965 ~ )
    - 자 : 황희두 (1992 ~ 대한민국 프로게이머이자 대한북레터협회 부회장)
    - 녀 : 황부희 (1996 ~ )

## 학력
- 대구고등학교 졸업
- 건국대학교 법학과 학사 졸업
- 건국대학교 법학과 석사 졸업

## 약력
- 1990년 : 국민투자신탁 인사부 수습사원
- 1999년 : 현대투자신탁 이촌지점 과장
- 2004년 : 현대투자신탁 구반포지점 지점장
- 2005년 : 푸르덴셜 투자증권 이촌지점 지점장
- 2007년 : 대신증권 용산시티파크 지점장
- 2010년 : 탄코리아 부사장
- 2012년 : (주)썰퍼파워 대표
- 2013년 : 희여골 대표이사
- 2015년 : H&P Global Company 대표이사
- 2015년 : 대한북레터협회 회장

## 수필가
월간《국보문학》에서 수필가로 등단하고, 2009년 7월에 수필집 『풀이 받은 상처는 향기가 된다』를 출간했다.
다도와 글쓰기를 즐기며 인간에 대한 따뜻함을 잃지 않으려 한다. 2011년 6월 21일 서강대 곤자가프라자에서 『누에의 몸에는 비단이 있다』 출간 작업을 완료했다.

### 저서
- 《사슴의 몸속에는 똥이 있고 누에의 몸속에는 비단이 있다》
- 《풀이 받은 상처는 향기가 된다》[3]
- 《빛나지 않는 별은 없다》
- 《편지가 꽃보다 아름답다》[4]
- 《대숲은 바람을 잡지 않는다》[5]

## 기타
- 《독서신문》과《아시아투데이》의 칼럼니스트이다.[6]
- 효암학원의 채현국 이사장, 프로게이머 출신 황희두, 서양화가 송미영, 캘리그라퍼 진성영, 넛지스토리 대표 국도형 등과 함께 대한북레터협회를 만들어 '북레터 365 운동'을 시작하였다.[7]